# Melanoliberyna
Melanoliberyna (ang. melanoliberin, melanotropin releasing hormone/factor, MRH, MRF) – hormon produkowany przez podwzgórze. Pobudza produkcję melanotropiny przez płat pośredni przysadki. Uważa się, że jest to heksapeptyd Cys-Tyr-Ile-Gln-Asn-Cys, powstający z N-końca nonapeptydu oksytocyny.